# Бриску
Бриску (фр. Briscous) насеље је и општина у југозападној Француској у региону Аквитанија, у департману Атлантски Пиринеји која припада префектури Бајон.
По подацима из 2011. године у општини је живело 2637 становника, а густина насељености је износила 84,28 становника/km². Општина се простире на површини од 31 km². Налази се на средњој надморској висини од 120 метара (максималној 135 m, а минималној 0 m).

## Демографија
| 1962. | 1968. | 1975. | 1982. | 1990. | 1999. | 2011. |
| ----- | ----- | ----- | ----- | ----- | ----- | ----- |
| 972   | 938   | 1.085 | 1.413 | 1.745 | 1.988 | 2.637 |

График промене броја становника у току последњих година